# Heart Attack (AOA)
Heart Attack è il terzo EP del gruppo musicale femminile sudcoreano AOA, pubblicato nel giugno 2015.

## Tracce
EP coreano
1. Heart Attack (심쿵해) – 3:16
2. Luv Me – 3:30
3. Come to Me (들어와) – 3:24
4. One Thing (한개) – 3:21
5. Really Really (진짜) – 3:56
6. Chocolate – 3:08

Singolo giapponese
1. Heart Attack (胸キュン; Mune Kyun Japanese version) – 3:16
2. Confused (ゆれる; Yureru; Sway; Japanese version) – 3:43
3. Joa Yo! (チョアヨ!; I Like It Japanese version) – 4:19
4. Heart Attack (Karaoke version) – 3:16
5. Sway (Karaoke version) – 3:43
6. Joa Yo! (Karaoke version) – 4:19

## Classifiche
| Classifica (2015) | Posizione massima |
| ----------------- | ----------------- |
| Corea del Sud     | 2                 |